# Juan Sánchez Cotán

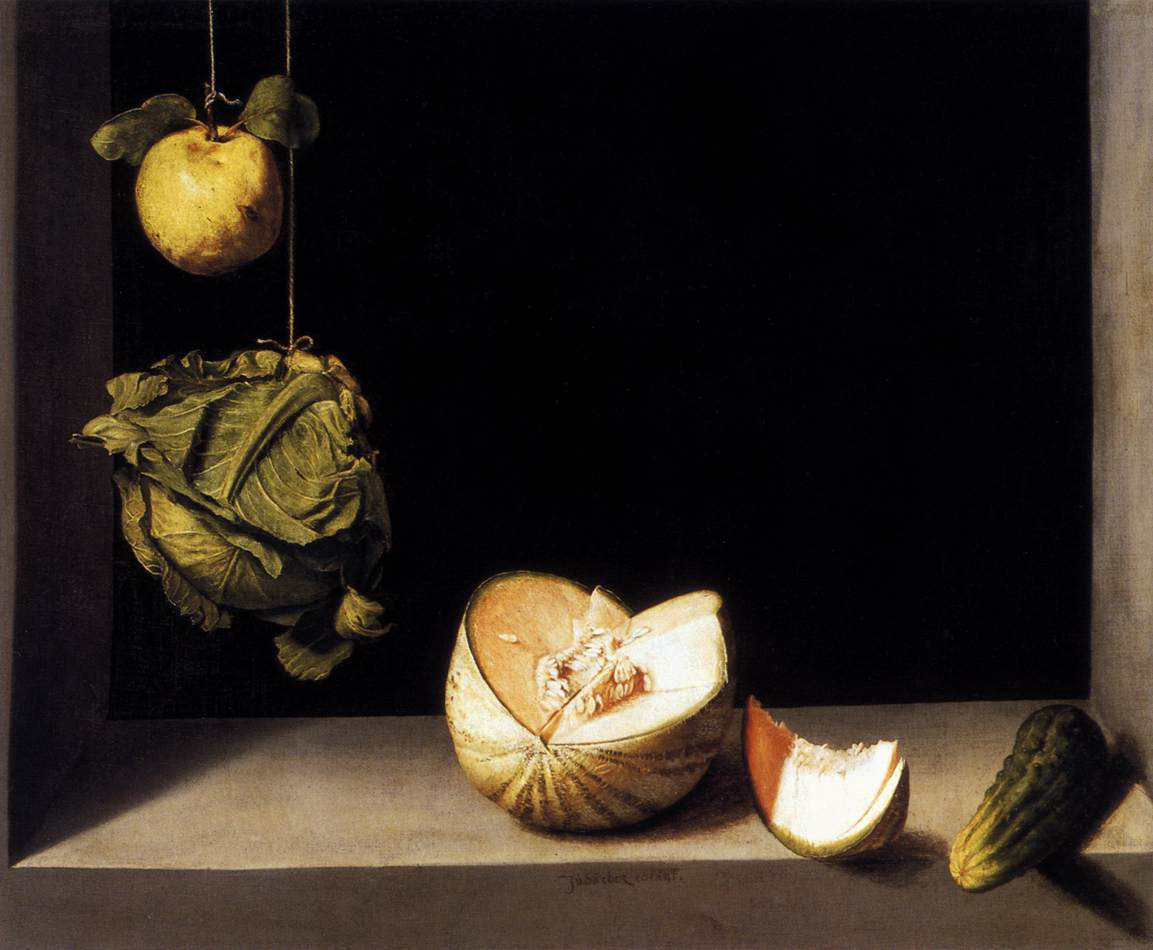
Martwa natura z pigwą, kapustą, melonem i ogórkiem (1602)

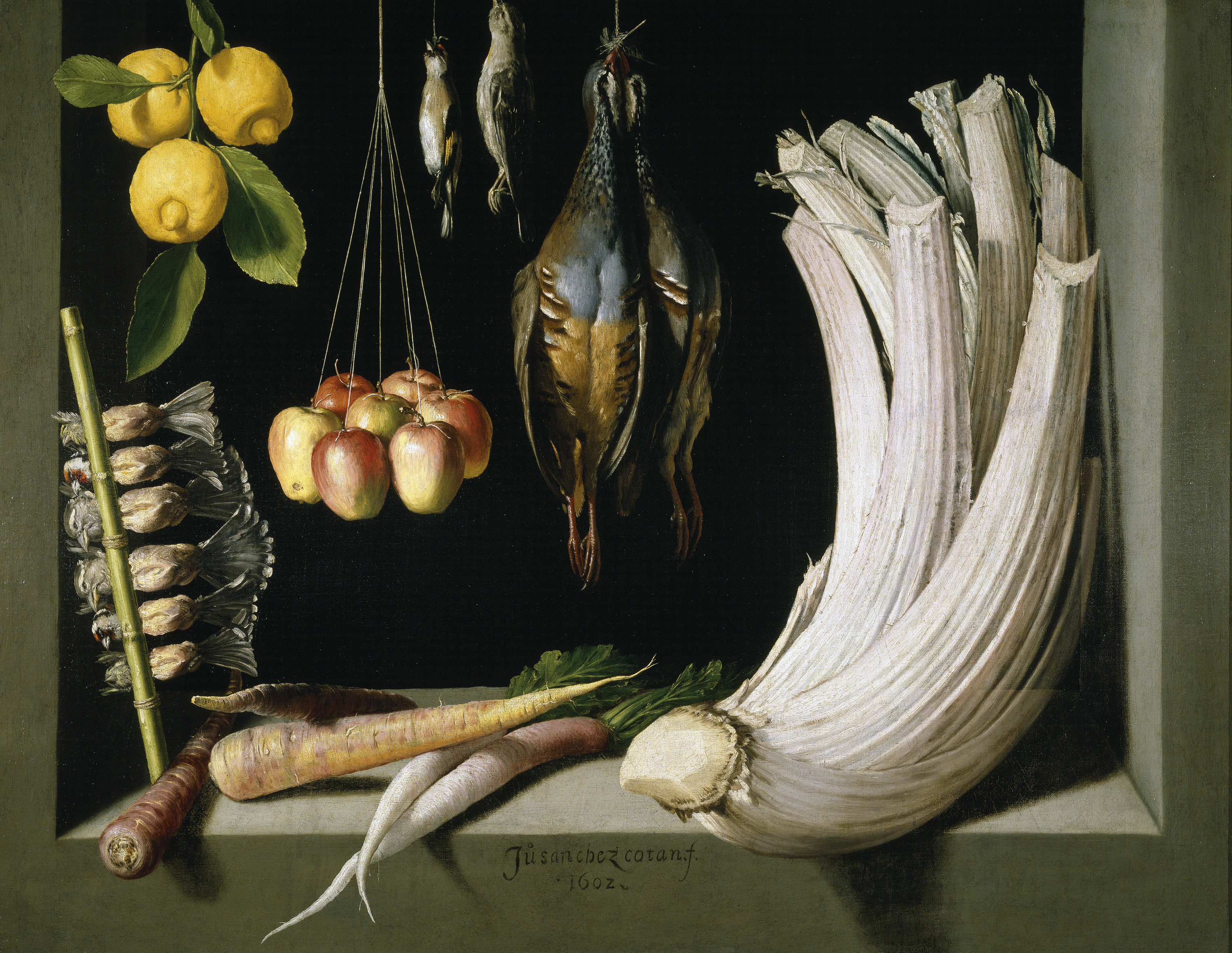
Martwa natura z dzikim ptactwem, warzywami i owocami (1602)

Juan Sánchez Cotán (ur. przed 25 czerwca 1560 w Orgaz, zm. 8 września 1627 w Grenadzie) – hiszpański malarz martwych natur.
Kształcił się w Toledo. Od ok. 1612 przebywał w kartuzji w Grenadzie.
Malował głównie martwe natury przedstawiające kilka precyzyjnie odwzorowanych elementów na mrocznym tle, najczęściej ustawionych w oknie, traktowanym jako rama obrazu.

## Wybrane dzieła
- Madonna z Dzieciątkiem – Grenada, Museo de Bellas Artes
- Martwa natura z cytrynami, pomarańczami i różą (1633) – Pasadena, Norton Simon Foundation
- Martwa natura z dzikim ptactwem, warzywami i owocami (1602) – Madryt, Prado
- Martwa natura z kardem i marchewkami (po 1603) – Grenada, Museo Provincial
- Martwa natura z owocami (ok. 1602) – San Diego, Fine Arts Gallery
- Martwa natura z pigwą, kapustą, melonem i ogórkiem – Nowy Orlean, Museum of Art
- Martwa natura z warzywami i owocami (1602-3) – Madryt, Kolekcja José Luis Várez Fisa
- Martwa natura z warzywami, owocami i ptakami (po 1602) – Chicago, Art Institute